# Albert Paulig

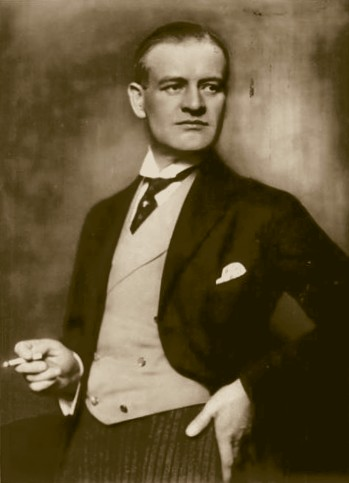
Albert Paulig auf einer Fotografie von Nicola Perscheid

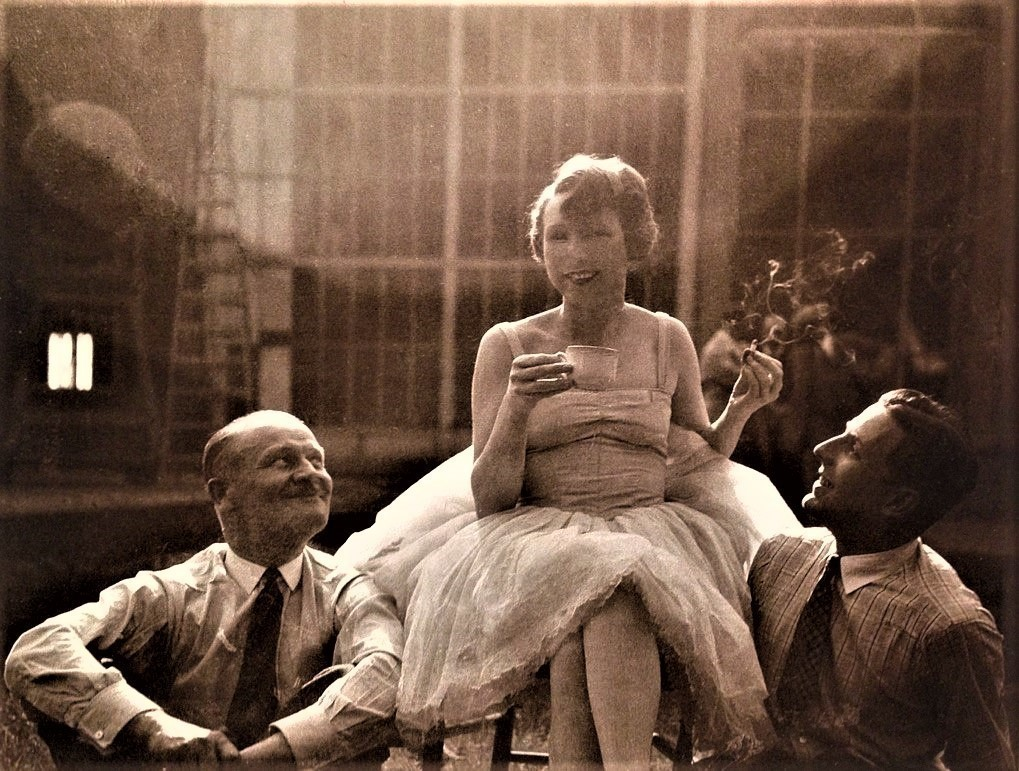
Albert Paulig, Dina Gralla, Werner Pittschau auf einer Drehpause während des Films „Der Balletterzherzog“ 1926

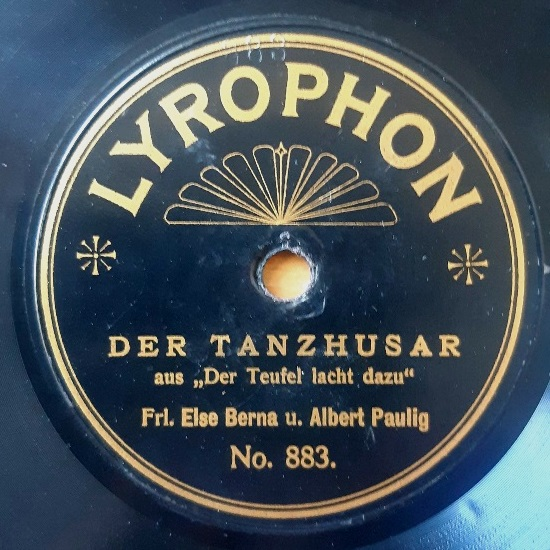
Schallplatte von Albert Paulig (Berlin 1907)

Albert Paulig (* 14. Januar 1873 in Stollberg/Erzgeb.; † 19. März 1933 in Berlin) war ein deutscher Theater- und Filmschauspieler und in den 1910er- und 1920er-Jahren ein populärer Darsteller des deutschen Stummfilms.

## Leben
Paulig besuchte ein Lehrerseminar und erhielt eine musikalische Ausbildung am Konservatorium Dresden. Er arbeitete zunächst als Kaufmann und gab 1896 sein Bühnendebüt am Stadttheater Zwickau. Weitere Bühnenstationen waren Łódź, Hannover und Dresden. 1901 trat er erstmals in Berlin am Deutsch-Amerikanischen Theater auf. Danach gastierte er an verschiedenen anderen Berliner Bühnen.
Im Alter von 40 Jahren wurde Paulig als Filmkomiker entdeckt. Durch seinen Erfolg bekam er in den 1910er-Jahren seine eigene Serie, die Albert-Paulig-Serie. Diese Filme trugen einfache Titel wie Albert als Asta Nielsen oder Albert hat Prokura. Beim Film Alberts Hose führte Paulig überdies Regie.
Im Dezember 1917 gründete er mit dem Kaufmann Max Loebl die Paulig Weinrestaurant und Singspiele Paulig & Loebl OHG (1917–1919).
Zwischen den Filmen in seiner Serien spielte er auch in anderen Filmen mit, darunter in Die Firma heiratet und Der Stolz der Firma, beide mit Ernst Lubitsch. Im Februar 1919 gründete er gemeinsam mit dem Ingenieur Herbert Heilborn die Spezial-Film GmbH. Nach dem Ende seiner Albert-Paulig-Serie 1919 blieb seine Popularität in den 1920er Jahren beim Publikum ungebrochen. Mit Beginn des Tonfilms konnte Paulig seine Karriere fortsetzen und spielte in Filmen wie Das Testament des Cornelius Gulden und Manolescu, der Fürst der Diebe.
K1 greift ein war sein letzter Film. Die Aufführung desselbigen erlebte er nicht mehr.
Am 19. März 1933 starb Albert Paulig in Berlin an einem Herzinfarkt, zwei Tage nachdem K1 greift ein die Zensur passiert hatte.

## Tonaufnahmen
Bereits aus dem Jahr 1907 existiert eine Schallplatte von Lyrophon, auf der er Duette aus zwei Revuen von Victor Hollaender mit der Sopranistin Else Berna singt.
Für die Sektkellerei Matheus Müller besang Paulig 1921 bei Parlophon eine Reklameplatte, auf der ihn das Orchester Marek Weber begleitete: den „M.M. Foxtrot“ von Josef Wiener.

## Filmografie (Auswahl)
- 1913: Tangofieber
- 1913: Die praktische Spreewälderin
- 1914: Bedingung – Kein Anhang!
- 1914: Die Diva in Nöten
- 1914: Die Firma heiratet
- 1914: Fräulein Leutnant

- 1914: Fräulein Feldgrau
- 1914: Im Liebestaumel
- 1914: Liebe und Mode
- 1914: Die Marketenderin
- 1914: Meine Frau ... und ich!
- 1914: Die zerbrochene Puppe
- 1914: Der schöne Albert
- 1914: Der Stolz der Firma
- 1915: Albert als Asta Nielsen
- 1915: Albert als Berlock Scholems
- 1915: Albert als Lebensretter
- 1915: Albert als Naturphilosoph
- 1915: Albert duelliert sich
- 1915: Albert hat Leibschmerzen
- 1915: Albert in Nöten
- 1915: Alberts Hochzeitstag
- 1915: Alberts Hose
- 1915: Alberts Jagd nach dem Glück
- 1915: Alberts Patentstrohhut
- 1915: Aufs Eis geführt
- 1915: Ein Erbe wird gesucht
- 1915: Frau Annas Pilgerfahrt
- 1915: Der Ohm, der Neffe und sie
- 1915: Paulig als Asta
- 1915: Pension Lampel
- 1915: Der schöne Arthur
- 1915: Die zerbrochene Puppe
- 1915: Zwei glückliche Paare
- 1916: Albert als Golem
- 1916: Die Laune einer Modekönigin
- 1916: Albert fliegt
- 1916: Ein toller Einfall
- 1916: Keiner von beiden
- 1917: Albert als Erzieherin
- 1917: Albert geht hamstern
- 1917: Albert ohne Unterleib
- 1917: Albert verschläft die Trauung
- 1917: Die Nichte des Herzogs
- 1917: Eine Walzernacht
- 1917: Der feldgraue Groschen
- 1918: Albert und der falsche Max
- 1919: Wenn man berühmt ist (auch Produktion)
- 1919: Albert hat Prokura (auch Produktion)
- 1919: Die Austernprinzessin
- 1919: Der grüne Skarabäus (auch Produktion)
- 1919: Die platonische Ehe
- 1919: Das Mädchen aus dem wilden Westen
- 1920: Albert fürchtet sich vor der nächsten Ecke (auch Produktion)
- 1920: Der langsame Tod
- 1920: Die Notheirat
- 1920: Putschliesel
- 1920: Foxtrottfimmel (auch Produktion)
- 1921: Die Abenteurerin von Monte Carlo
- 1921: Amor am Steuer
- 1921: Die Beichte eines Gefallenen
- 1921: Das gestohlene Millionenrezept
- 1921: Die große und die kleine Welt
- 1921: Die Lieblingsfrau des Maharadscha, 3. Teil
- 1921: Der Mann ohne Namen (6 Teile)
- 1921: Perlen bedeuten Tränen
- 1921: Der Stier von Olivera
- 1922: Die fünf Frankfurter
- 1922: Das schwarze Kuvert
- 1922: Das verschwundene Haus
- 1923: Der Wetterwart
- 1923: Rivalen
- 1923: Die Sonne von St. Moritz
- 1924: Hotel Potemkin
- 1924: Gehetzte Menschen
- 1924: Die Radio-Heirat
- 1924: Der Mann ohne Nerven
- 1924: Mensch gegen Mensch
- 1925: Abenteuer im Nachtexpreß
- 1925: Der Bankkrach Unter den Linden
- 1925: Schneller als der Tod
- 1925: Zigano, der Brigant vom Monte Diavolo
- 1926: An der schönen blauen Donau
- 1926: Dürfen wir schweigen?
- 1926: Die dritte Eskadron
- 1926: Eine Dubarry von heute
- 1926: Der Balletterzherzog
- 1926: Fiaker Nr. 13
- 1926: Die keusche Susanne
- 1926: Der Prinz und die Tänzerin
- 1926: Trude, die Sechzehnjährige
- 1926: Frauen der Leidenschaft
- 1926: Der schwarze Pierrot
- 1926: Der Sohn des Hannibal
- 1926: Vater werden ist nicht schwer
- 1926: Jagd auf Menschen
- 1926: Die Warenhausprinzessin
- 1926: Kopf hoch, Charly!
- 1927: Der Juxbaron
- 1927: Herkules Maier
- 1927: Ein schwerer Fall
- 1927: Sein größter Bluff
- 1927: Klettermaxe
- 1927: Einbruch
- 1927: Wie heirate ich meinen Chef?
- 1927: Die selige Exzellenz
- 1927: Der Fürst von Pappenheim
- 1927: Das tanzende Wien
- 1927: Die Welt ohne Waffen
- 1927: Das Schicksal einer Nacht
- 1927: Eheferien
- 1927: Moral
- 1927: Herkules Maier
- 1928: G’schichten aus dem Wienerwald
- 1928: Herr Meister und Frau Meisterin
- 1928: Panik
- 1928: Unmoral
- 1928: Befehl zur Ehe
- 1928: Modellhaus Crevette
- 1928: Evas Töchter
- 1928: Die Dame in Schwarz
- 1928: Das Girl von der Revue
- 1928: Der Tanzstudent
- 1928: Die Lamplgasse
- 1928: Looping the Loop
- 1928: Die blaue Maus
- 1928: Aus dem Tagebuch eines Junggesellen
- 1929: Aufruhr im Junggesellenheim
- 1929: Die Vierte von rechts
- 1929: Im Prater blüh’n wieder die Bäume
- 1929: Männer ohne Beruf
- 1929: Madame im Strandbad
- 1929: Die Mitternachts-Taxe
- 1929: Fräulein Fähnrich
- 1929: Adieu, Mascotte
- 1929: Links der Isar – rechts der Spree
- 1929: Kehre zurück! Alles vergeben!
- 1929: Fräulein Lausbub
- 1929: Der Erzieher meiner Tochter
- 1929: Die Kaviarprinzessin
- 1930: Königin einer Nacht
- 1930: Die Kaviarprinzessin
- 1930: Sturm auf drei Herzen
- 1930: Ein Burschenlied aus Heidelberg
- 1930: Ein Walzer im Schlafcoupé
- 1930: Die Csikosbaroneß
- 1930: Fridas visor
- 1930: Der Herr auf Bestellung
- 1931: Reserve hat Ruh
- 1931: Schön ist die Manöverzeit
- 1932: Annemarie, die Braut der Kompanie
- 1931: Ein ausgekochter Junge
- 1931: Der Storch streikt. Siegfried der Matrose
- 1931: Der Herr Bürovorsteher
- 1931: Kopfüber ins Glück
- 1931: Der Tanzhusar
- 1932: Das Testament des Cornelius Gulden
- 1932: Zu Befehl, Herr Unteroffizier
- 1932: Der Prinz von Arkadien
- 1932: Es war einmal ein Walzer
- 1932: Der ungetreue Eckehart
- 1932: Baby
- 1932: Aus einer kleinen Residenz
- 1932: Hasenklein kann nichts dafür
- 1932: Hirsekorn greift ein
- 1932: Drei von der Kavallerie
- 1933: Zwei gute Kameraden
- 1933: K 1 greift ein
- 1933: Manolescu, der Fürst der Diebe